# Felsőnémeti
Felsőnémeti (szlovákul: Vyšné Nemecké) község Szlovákiában, a Kassai kerület Szobránci járásában.

## Fekvése
Nagymihálytól 30 km-re délkeletre, az ukrán határ mellett fekszik. Közúti határátkelőhely Ungvár felé.

## Története
1405-ben említik először.
A 18. század végén, 1799-ben Vályi András így ír róla: „Alsó, és Felső Németi. Két falu Ungvár várm. Alsónak földes Urai több Uraságok, melly fekszik Jenkének szomszédságában, és annak filiája, Felsőnek pedig Horvát Uraság, ez 1/4 mértföldnyire fekszik a’ másiktól, lakosai külömbfélék, határbéli földgyeik jók, vagyonnyaik jelesek, el adásra alkalmatos módgyok van.”
Fényes Elek 1851-ben kiadott geográfiai szótárában így ír a faluról: „Alsó- és Felső-Némethi, két tót-orosz falu, Ungh vgyében, ut. p. Ungvárhoz északra 3/4 mfdnyire, az első 191 romai, 51 g. kath., 4 ref., 9 zsidó lak., a második 64 rom., 170 g. kath. , 18 zsidó lak., g. kath. paroch. templommal. Az elsőnek f. u. Pongrácz, Tomcsányi, Diószeghy stb. a másodiknak b. Horváth s. m.”
A trianoni diktátumig Ung vármegye Ungvári járásához tartozott, majd az újonnan létrehozott csehszlovák államhoz csatolták. 1938 és 1945 között ismét Magyarország része.

## Népessége
| Év:            | 1994. | 2004.    | 2014.   | 2024.   |
| -------------- | ----- | -------- | ------- | ------- |
| Emberek száma: | 211   | 246      | 242     | 238     |
| Eltérés:       |       | +16,58 % | -1,62 % | -1,65 % |

| Év:            | 2023. | 2024.   |
| -------------- | ----- | ------- |
| Emberek száma: | 244   | 238     |
| Eltérés:       |       | -2,45 % |

1910-ben 295, többségben szlovák anyanyelvű lakosa volt, jelentős német kisebbséggel.
2003-ban 249 lakosa volt.
2011-ben 245 lakosából 227 szlovák volt.

## Neves személyek
- Itt szolgált Štefan Papp (1917–1990) görögkatolikus pap, történész, író.

## Nevezetességei
- Szent Mihály arkangyal tiszteletére szentelt görögkatolikus templomát 1810-ben építették barokk-klasszicista stílusban.